# Arbanija
Arbanija falu Horvátországban Split-Dalmácia megyében. Közigazgatásilag Trogirhoz tartozik.

## Fekvése
Trogir központjától 4 km-re keletre, Dalmácia középső részén Čiovo szigetének északi részén fekszik. Közút köti össze a szomszédos Mastrinkával, Žednóval és Trogirral.

## Története
A középkorban a sziget csak gyéren lakott volt, többnyire a magányra vágyó remeték éltek rajta. Betelepülésének kezdete a török hódítással áll összefüggésben. A 15. századtól a sorozatos támadások következtében a tengerhez közeli szárazföldi területek lakosságának nagy része a szigeteken keresett menedéket. 1432-ben az akkor még Zizmana Gnivizának (Zismunae) nevezett helyen Francesco Foscari dózse engedélyével és IV. Jenő pápa bullájával új kolostort alapítottak. A kolostor alapítója Nikola Milinović dominikánus szerzetes, egy szegény trogiri család gyermeke volt, aki a rend velencei kolostorát látva elhatározta, hogy saját szülőföldjén is ilyen kolostort épít fel. Erre a célra egy csendes, a világ zajától távoli helyet keresett és ezt Čiovo szigetének ezen a lakatlan részén találta meg. Nikola atya lett a kolostor első elöljárója is, akik a nép szerény és tiszta élete miatt már életében boldog Nikolának nevezett és amikor 1451-ben elhunyt, egyszerű módon temették el a templom padozatába, a „testvérek lába alá”. Az első részletes írásos feljegyzés a kolostorról és templomáról a 16. századból 1579-ből származik, amikor a veronai püspök, a későbbi bíboros Agostino Valier apostoli látogatást tett Dalmáciában. Az itteni szerzetesek nem láttak el egyházi szolgálatot. Idejüket imádsággal, tanítással, igehirdetéssel töltötték. Birtokaikon juhokat neveltek és kertészkedtek. Amikor a 16. század elején éhínség uralkodott Averolda spalatoi érsek megkereste őket, hogy amíg az éhínség tart a közeli Slatine település lelkipásztori szolgálatát lássák el. Végül 1580-ig működtek ott a domonkos atyák, ekkor a žednoi plébánia szolgálatát bízta rájuk. 1797-ben a Velencei Köztársaság megszűnésével a település Habsburg Birodalom része lett. A hatalomváltás következményeként a szerzetesrendeket betiltották számos kolostor megszűnt. Erre a sorsra jutott ez a kolostor is. Az utolsó itteni szerzetesek Jordan Vranjican és Jacint Stalio voltak, akiket Rajmond Gučetić tartományfőnök utasítására Čiovo szigetéről más kolostorba helyeztek. 1806-ban Napóleon csapatai foglalták el és 1813-ig francia uralom alatt állt. Napóleon bukása után ismét Habsburg uralom következett, mely az első világháború végéig tartott. A településnek 1880-ban 73, 1910-ben 102 lakosa volt. Az I. világháború után rövid ideig az Olasz Királyság, ezután a Szerb-Horvát-Szlovén Királyság, majd Jugoszlávia része lett. A település lakossága 2011-ben 374 fő volt, akik a turizmus mellett mezőgazdaságból (szőlő- és olívatermelés) éltek.

## Lakosság
| Lakosság változása | Lakosság változása | Lakosság változása | Lakosság változása | Lakosság változása | Lakosság változása | Lakosság változása | Lakosság változása | Lakosság változása | Lakosság változása | Lakosság változása | Lakosság változása | Lakosság változása | Lakosság változása | Lakosság változása | Lakosság változása |
| ------------------ | ------------------ | ------------------ | ------------------ | ------------------ | ------------------ | ------------------ | ------------------ | ------------------ | ------------------ | ------------------ | ------------------ | ------------------ | ------------------ | ------------------ | ------------------ |
| 1857               | 1869               | 1880               | 1890               | 1900               | 1910               | 1921               | 1931               | 1948               | 1953               | 1961               | 1971               | 1981               | 1991               | 2001               | 2011               |
| 0                  | 0                  | 73                 | 89                 | 103                | 102                | 0                  | 268                | 242                | 266                | 249                | 223                | 301                | 613                | 370                | 374                |

(1857-ben, 1869-ben és 1921-ben lakosságát Žednohoz számították. 1948-ig településrészként tartották nyilván. 1991-ig az adatok a szomszédos Mastrinka lakosságát is tartalmazzák.)

## Nevezetességei
A Szent Kereszt tiszteletére szentelt domonkos kolostora a 15. század első felében épült. Templomának oltárán nagyméretű, fából faragott kereszt áll, melyet csodatevőnek tartanak. A legenda szerint 1600. április 1-jén nagyszombaton a kereszt vérzett. A keresztet olajfából faragta egy ismeretlen prizidnicai szerzetes. Magassága 2,20 méter, szélessége 1,60 méter. Krisztus halványszínű, nyílt sebekkel és duzzadt vénákkal teli fára szögezett, szenvedő teste felett a kereszt csúcsára késő gótikus betűkkel írták a latin "INRI" feliratot. Az egyik leghíresebb ilyen tárgyú műalkotás egész Dalmáciában. Értékes a 15. századi gótikus széksor, melyet Szent Domonkos, Veronai Szent Péter és oroszlánok stilizált alakjai, valamint a trogiri Čipiko család címere díszít. Valószínűleg ez a család építtette a templom kórusát, mely a későbbi átalakítások során már elveszítette eredeti formáját. Ugyanez történt a hívek gótikus padsoraival is, de ma is felismerhető a csúcsos árkádok, konzolok és zsinegek motívumaival díszített támlájuk. A templom búcsújáróhely. Különösen így van ez a nagyböjt péntekjein, a nagyhéten és Krisztus mennybemenetelének ünnepén. A késő gótikus kerengőből egy gótikus ajtókkal és ablakokkal ékes kolostor csarnokba érkezünk. Itt szoktak összegyűlni a szerzetesek, hogy a prior előtt nyilvánosan megvallják bűneiket. Az eredeti berendezéséből csak a zsinór, oszlop, ág és szőlőmotívumokkal, valamint szerzetes alakokkal díszített gótikus famennyezet maradt. A kolostornak a trogiri származású Fantin della Valle jóvoltából nagyon gazdag könyvtára is van, aki 1475-ben bekövetkezett halálakor könyveit az itteni domonkos atyákra hagyta. Mivel della Valle a római kúria (Sacra Rota Romani), a legfelsőbb egyházi bíróság egyik bírája volt könyvei főként a jog területéről származtak, de számos teológiai, nyelvészeti, filozófiai és retorikai mű is megtalálható köztük. A kolostor az évszázadok során a gazdag nemesektől számos értékes műtárgyat kapott. Ezek többségét ma a trogiri domonkos kolostor gyűjteményében őrzik.